# 尚冰
尚冰（1955年12月—），辽宁昌图人。中华人民共和国政府官员。

## 生平
1976年7月加入中国共产党。沈阳化工学院（现沈阳化工大学）化学系高分子专业毕业，美国纽约州立大学工商管理专业硕士，香港科技大学工商管理博士研究生学历，高级经济师。历任辽宁省工业技术开发中心副主任、主任，省经济技术开发公司副总经理、总经理；中国联通辽宁分公司副总经理、总经理，集团副总裁、董事、总裁；中国电信党组书记兼副总经理等职。2011年7月出任工业和信息化部副部长。2015年8月接任中国移动董事长。